# Lagos (Sudão do Sul)
Lagos (em árabe: al-Buhayrat) é um estado do Sudão do Sul. Faz parte da região tradicional de Bar-El-Gazal. Tem uma área de 40 235 km² e uma população de  695 730 (censo 2008). A cidade de Rumbeque é a capital do estado.

## Divisões administrativas
O estado de Lagos está dividido em oito condados:
| Condado           | População (Censo 2008) |
| ----------------- | ---------------------- |
| Auerial           | 47 041                 |
| Cueibete          | 117 755                |
| Rumbeque Central  | 153 550                |
| Rumbeque Oriental | 122 832                |
| Rumbeque do Norte | 43 410                 |
| Wulu              | 40 550                 |
| Yirol Oriental    | 67 402                 |
| Yirol Ocidental   | 103 190                |